# Parafia Matki Bożej Fatimskiej w Bańskiej Wyżnej
Parafia Matki Bożej Fatimskiej w Bańskiej Wyżnej – parafia rzymskokatolicka należąca do dekanatu Biały Dunajec archidiecezji krakowskiej.
Kościołem parafialnym jest kościół pw. MB Fatimskiej znajdujący się w centrum Bańskiej Wyżnej.

## Historia
Parafia została erygowana przez arcybiskupa metropolitę krakowskiego kardynała Stanisława Dziwisza 3 grudnia 2006 roku. Ziemie nowej parafii zostały wydzielone z parafii MB Królowej Aniołów w Białym Dunajcu.

## Kościół parafialny
Kościół filialny, budowany od 1991, został poświęcony przez ówczesnego arcybiskupa metropolitę krakowskiego kardynała Franciszka Macharskiego 6 listopada 1995 roku. Z chwilą erygowania parafii stał się on kościołem parafialnym.

### Relikwie
W kościele znajdują się relikwie pastuszków Franciszka i Hiacynty, którym w 1917 w dolinie Cova Da Iria w Portugalii objawiła się Maryja.
Ponadto w prezbiterium umieszczono krzyż papieski pochodzący z wizyty papieża Jana Pawła II na Podhalu w 1997.

### Cmentarz
Niedaleko kościoła znajduje się cmentarz grzebalny (poświęcony latem 1996) z drewnianą kaplicą wykonaną w stylu góralskim.

### Przejazd papieża Jana Pawła II
Szczególnym momentem w życiu Bańskiej Wyżnej był przejazd papieża Jana Pawła II przez wieś w drodze z Zakopanego do Ludźmierza 7 czerwca 1997, w trakcie VI pielgrzymki do Polski. Na pamiątkę tego wydarzenia co roku z Zakopanego wyrusza jedniodniowa pielgrzymka Drogą Papieską pod nazwą „Sursum Corda”.

## Współcześnie
Parafia składa się ze wsi Bańska Wyżna, którą zamieszkuje obecnie 157 rodzin, tj. około 550 wiernych.
Na terenie parafii znajdują się ośrodki rekolekcyjne Ruchu Światło-Życie z diecezji radomskiej i płockiej.
Obecnie proboszczem parafii jest ks. Kazimierz Szarek.